# Sofia Samatar
Œuvres principales
- Un étranger en Olondre

Sofia Samatar, née le 24 octobre 1971 en Indiana, est une autrice américaine de science-fiction et de fantasy.

## Biographie
Sofia Samatar est née en Indiana et a vécu en Tanzanie, à Londres, dans le New Jersey, et en Pennsylvanie. Son père est l'auteur et historien Said Sheikh Samatar, sa mère est une mennonite du Dakota du Nord. Ses parents se sont rencontrés à Mogadiscio, en Somalie, alors que sa mère enseignait l'anglais.
Après avoir fréquenté un lycée mennonite, elle s'inscrit au Goshen College, institution également mennonite. Elle étudie ensuite à l'université du Wisconsin à Madison et y obtient une maîtrise en langues et littératures africaines en 1997. Après l'obtention de son diplôme, elle épouse l'écrivain Keith Miller et part enseigner pendant trois ans l'anglais au Soudan (aujourd'hui Soudan du Sud). Elle déménage par la suite en Égypte, où elle continue d'enseigner l'anglais, pendant neuf ans. Elle rentre après aux États-Unis, où elle complète en 2013 un doctorat en littérature arabe contemporaine, toujours à l'université du Wisconsin à Madison.
Au début des années 2020, elle déménage en Virginie où elle enseigne la littérature africaine, la littérature arabe et la fiction spéculative à l'université James Madison.
Elle publie en 2012 trois nouvelles, dont Honey Bear dans le magazine Clarkesworld. En 2013, elle publie son premier roman, Un étranger en Olondre (A Stranger in Olondria), qui remporte le prix World Fantasy du meilleur roman 2014 ainsi que le prix British Fantasy 2014.
Elle reçoit le prix Astounding du meilleur nouvel écrivain en 2014. 
En 2018, elle publie publie le recueil de nouvelles Monster Portraits, illustré par son frère, Del Samatar,. 

## Œuvres

### SérieOlondre
1. Un étranger en Olondre, L'Instant, 2016 ((en) A Stranger in Olondria, 2012), trad. Patrick Dechesne, 480 p.  (ISBN 978-2-930853-00-0)Réédition, Argyll, 2022, 384 p. (ISBN 978-2-492403-39-2) ; réédition, J'ai lu, coll. « Imaginaire », 2023, 512 p. (ISBN 978-2-290-37964-6) - Prix World Fantasy du meilleur roman 2014 et prix British Fantasy 2014
2. (en) The Winged Histories, 2016

### Romans indépendants
- (en) The Practice, the Horizon, and the Chain, 2024
- Hard Mary, Argyll, 2025 ((en) Hard Mary, 2018), trad. Patrick Dechesne, 128 p.  (ISBN 978-2-494665-69-9)

### Recueils de nouvelles
- (en) Tender, 2017
- (en) Monster Portraits, 2018

### Nouvelles traduites en français
- Honey bear, 2016 ((en) Honey Bear, 2012)Parue dans la revue Angle mort no 11
- Les histoires de selkies sont pour les losers, 2014 ((en) Selkie Stories Are for Losers, 2013)Parue dans la revue Galaxies no 29
- Comment retourner dans la forêt, 2017 ((en) How to Get Back to the Forest, 2014)Parue dans la revue Gandahar no Hors-série 4
- Ogres de l'Afrique orientale, 2017 ((en) Ogres of East Africa, 2014)Parue dans la revue Gandahar no 10
- Ma rencontre avec la goule, 2016 ((en) How I Met the Ghoul, 2015)Parue dans la revue Gandahar no 7
- Rendez-vous en Iram, 2018 ((en) Meet Me in Iram, 2015)Parue dans la revue Galaxies no 53
- Demande de prolongation du contrat de travail à bord du Clarity, 2022 ((en) Request for an Extension on the Clarity, 2015), trad. Patrick DechesneParue dans l'anthologie Afrofuturisme : L'avenir change de visage, Mnémos, 2022
- Cités d'émeraude, déserts dorés, 2019 ((en) Cities of Emerald, Deserts of Gold, 2016)Parue dans la revue Galaxies no 69
- Toxique, 2017 ((en) Tender, 2016)Parue dans la revue Galaxies no 46

### Essais
- (en) The White Mosque, 2022